# Andreas Jonæ Toglesander
Andreas Jonæ Toglesander, död 1652 i Herrestads socken, var en svensk präst i Herrestads församling.

## Biografi
Andreas Jonæ Toglesander blev 1625 kyrkoherde i Herrestads församling, Herrestads pastorat. Han avled 1652 och begravdes 1 oktober 1652 i Herrestads kyrkas kor.

### Familj
Toglesander gifte sig med Ingefred Håkansdotter. De fick tillsammans barnen Karin (död 1682), Kerstin, Petrus, Botilla (född 1633) och Brita (född 1635). Efter Toglesanders död gifte Håkansdotter om sig med hospitalpredikanten Magnus Svenonis Leuchander i Vadstena.